# Metropathie
Metropathie (von griechisch metra „Gebärmutter“ und pathos „Leiden“) ist die Sammelbezeichnung für alle Erkrankungen der Gebärmutter. Im engeren Sinn wird der Begriff für Erkrankungen der Gebärmutter verwendet, die mit Dauerblutungen verbunden sind (hämorrhagische Metropathie).
Entzündlich bedingte Metropathien sind die Endometritis, Myometritis, Metritis, Pyometra und Parametritis (Entzündung des Beckenzellgewebes). Krankhafte Flüssigsansammlungen in der Gebärmutter sind neben der Pyometra die Hydro-, Hämo- und Mukometra.